# Chiesa Sant’Agata la Pedata

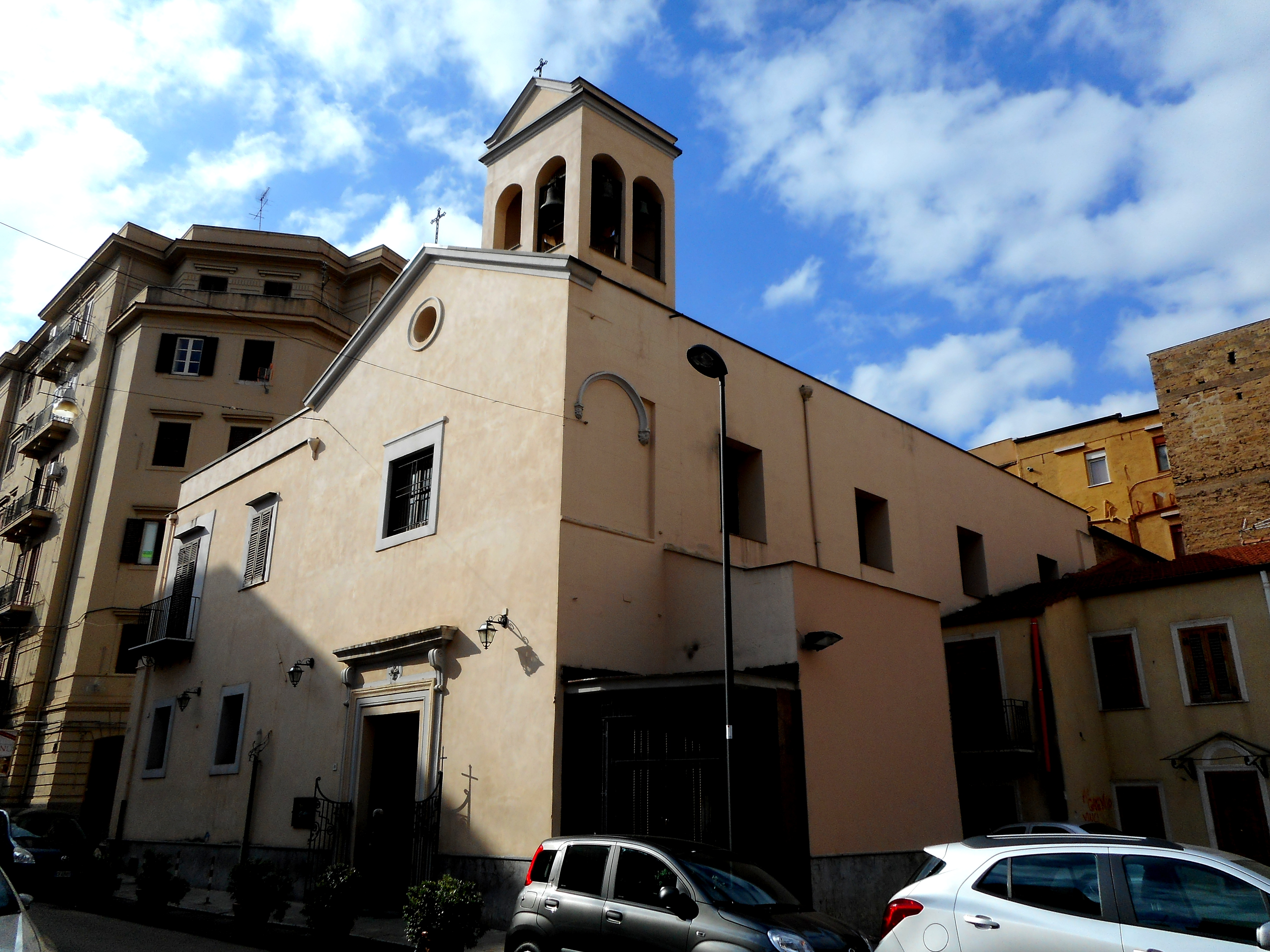
Sant’Agata la Pedata, Äußere

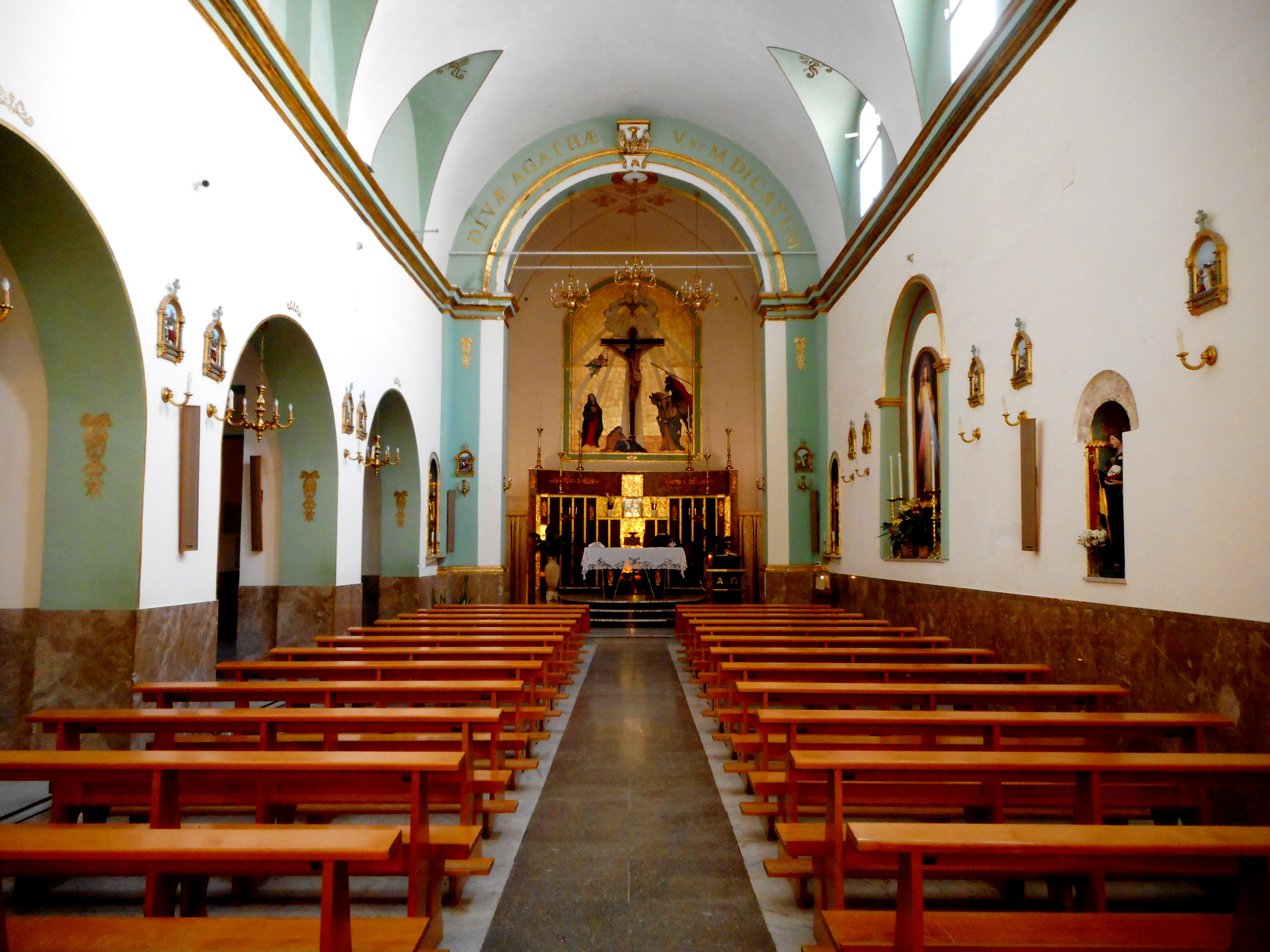
Sant’Agata la Pedata, Inneres

Die Chiesa Sant’Agata da Pedata ist ein Kirchengebäude in Palermo.
Der Vorgängerbau der in der Via del Vespro, nahe der Porta Sant’Agata gelegenen kleinen Kirche wurde im 4. Jahrhundert über einem als wundertätig verehrten Stück Fels erbaut. Der Legende nach soll dies der Stein sein, der durch Standfestigkeit der Jungfrau und Märtyrin Agatha von Catania († 253 in Catania) gegenüber den Foltern des Landpflegers Quintianus („…eher möchtest du Steine erweichen, als diese Jungfrau von Christus abbringen“) aufgeweicht wurde und den Sandalenabdruck der Heiligen zeigen soll.
Nach einer Erneuerung des Gebäudes im Jahr 1518 erhielt die Kirche ihr heutiges Erscheinungsbild. 1642 wurde am Felsblock eine Gedenktafel angebracht, die von dem wundersamen Ereignis berichtet. Neben dem Stein befindet sich in der Kirche auch ein polychrom gefasstes, 165 cm hohe Standbild der Märtyrin.